# شهرستان الکساندر (ایلینوی)
شهرستان الکساندر، (به انگلیسی: Alexander County) شهرستانی در ایالت ایلی‌نوی ایالات متحده امریکا و بر طبق سرشماری ۲۰۱۰ این شهرستان ۸۲۳۸ نفر جمعیت داشته‌است. رشد جمعیت این شهرستان از ۲۰۰۰ تا ۲۰۱۰، حدود ۱۴٫۱ درصد رشد منفی بوده است
طبق سرشماری ۲۰۱۰، مساحت این شهرستان ۲۲۵۶٫۸ کیلومتر مربع وسعت داشته که از این مقدار ۱٫۸۵ درصد آب و ۹۸٫۱۵ درصد خشکی می‌باشد.
این شهرستان در ۱۸۱۹ از شهرستان یونیون جدا شد. این شهرستان نام خود را از ویلیام ام. الکساندر، گرفته‌است.

## همسایگان و راه‌ها
همسایگان این شهرستان عبارتند از:
- شمال: شهرستان یونیون
- شمال‌شرق:
- شرق: شهرستان پولاسکی
- جنوب‌شرق: شهرستان بلارد، کنتاکی
- جنوب: شهرستان می‌سی سی پی، میزوری
- جنوب‌غرب:
- غرب: شهرستان اسکات، میزوری
- شمال‌غرب: شهرستان کیپ گیرادوا، میزوری

راه‌های اصلی این شهرستان:
1. بزرگراه میان‌ایالتی ۵۷
2. بزرگراه ۵۱ ایالات متحده
3. بزرگراه ۶۰ ایالات متحده
4. بزرگراه ۶۲ ایالات متحده
5. جاده ۳ ایلی‌نوی
6. جاده ۳۴ ایلی‌نوی
7. جاده ۱۴۶ ایلی‌نوی

## نگارخانه

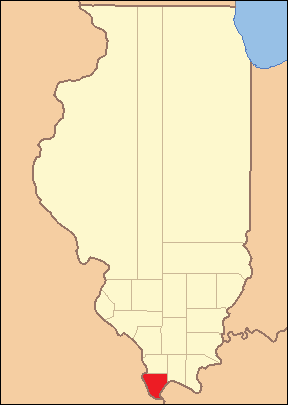
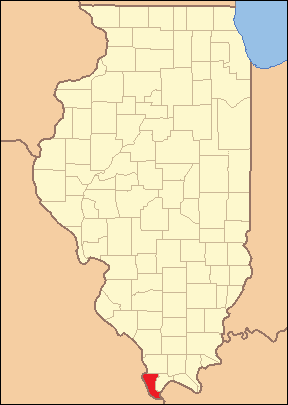

## شهرها
- کاریو، ایلی‌نوی، مرکز شهرستان
- کیپ گیرادوا، ایلی‌نوی
- مککلور، ایلی‌نوی
- تامس، ایلی‌نوی
- تبس، ایلی‌نوی